# Дзюдо на летней Универсиаде 2019
Дзюдо на летней Универсиаде 2019 года — соревнования по дзюдо в рамках летней Универсиады 2019 года прошли с 4 июля по 7 июля в итальянском городе Неаполь, в залах №5 и №6 на территории выставочного центра Mostra d’Oltremare. Были разыграны 14 комплектов наград.

## История
Турнир по Дзюдо на Универсиадах постоянно входят в соревновательную программу. Этот вид программы является обязательным для летних Универсиад.
На прошлой Универсиаде в Тайбэе безоговорочную победу одержала команда Японии, которая собрала 16 медалей, из них 10 золотых. Япония и азиатские страны имеют лучшие победные традиции в этой дисциплине.
Программа настоящих игр по сравнению с предыдущими немного изменилась, сокращено количество весовых категорий.

## Правила участия
Мероприятия по дзюдо будут организованы в соответствии с последними техническими правилами Международной федерации дзюдо (IJF).
Каждая страна имеет право ввести максимум десять (10) спортсменов (пять (5) мужчин и пять (5) женщин) следующим образом:
1. Индивидуальное соревнование:
- Мужчины: максимум один (1) спортсмен в весовой категории
- Женщины: максимум один (1) спортсмен в весовой категории

В соревнованиях могут участвовать только спортсмены, включенные в весовые категории.
2. Командное соревнование:
- Мужчины: одна (1) команда, состоящая как минимум из трех (3) спортсменов и максимум пяти (5).
- Женщины: одна (1) команда, состоящая как минимум из трех (3) спортсменок и максимум пяти (5).

Всего в командные соревнования могут быть включены пять (5) спортсменов. Команды должны состоять из спортсменов, которые также участвуют в индивидуальных соревнованиях. В день командных соревнований спортсмены могут соревноваться в своей весовой категории или категории выше.

В соответствии с Положением FISU, дзюдоисты должны соответствовать следующим требованиям для участия во Всемирной универсиаде (статья 5.2.1):
- До соревнований допускаются студенты обучающиеся в настоящее время в высших учебных заведениях, либо окончившие ВУЗ не более года назад.
- Все спортсмены должны быть гражданами страны, которую они представляют.
- Участники должны быть старше 17-ти лет, но младше 28-ми лет на 1 января 2019 года (то есть допускаются только спортсмены родившиеся между 1 января 1991 года и 31 декабря 2001 года).

## Календарь
| ЦО | Церемония открытия | ● | Квалификации | 2 | Финалы соревнований | ЦЗ | Церемония закрытия |

| Июль  | 2 Вт | 3 Ср | 4 Чт | 5 Пт | 6 Сб | 7 Вс | 8 Пн | 9 Вт | 10 Ср | 11 Чт | 12 Пт | 13 Сб | 14 Вс | Соревнования |
| ----- | ---- | ---- | ---- | ---- | ---- | ---- | ---- | ---- | ----- | ----- | ----- | ----- | ----- | ------------ |
| Дзюдо |      | ЦО   | 4    | 4    | 4    | 2    |      |      |       |       |       |       | ЦЗ    | 14           |

## Результаты

### Мужчины
| Дисциплина             | Золото                     | Серебро                      | Бронза                                                          |
| ---------------------- | -------------------------- | ---------------------------- | --------------------------------------------------------------- |
| до 66 кг               | Денис Виеру Молдова        | Ранто Кацура Япония          | Исмаил Часыгов Россия Вильян Лима Бразилия                      |
| до 71 кг               | Евгений Прокопчук Россия   | Хидаят Гейдаров Азербайджан  | Хикматтилох Тураев Узбекистан Чол Гван Ким КНДР                 |
| до 81 кг               | Икару Томокийо Япония      | Мун Чжин Ли Республика Корея | Дорин Готонага Молдова Тато Григалашвили Грузия                 |
| до 90 кг               | Йоханнес Пачер Австрия     | Лаша Бекаури Грузия          | Густаво Ассис Бразилия Кристиан Тот Венгрия                     |
| свыше 90 кг            | Руслан Шахбазов Россия     | Канта Накано Япония          | Мухаммадкарим Хуррамов Узбекистан Мин Чжон Ким Республика Корея |
| абсолютная категория   | Галимжан Крикбай Казахстан | Адриен Ливолси Франция       | Давлат Бобонов Узбекистан Джур Спикерс Нидерланды               |
| командные соревнования | Россия                     | Республика Корея             | Япония Азербайджан                                              |

### Женщины
| Дисциплина             | Золото                       | Серебро                      | Бронза                                               |
| ---------------------- | ---------------------------- | ---------------------------- | ---------------------------------------------------- |
| до 52 кг               | Риоко Такеда Япония          | Да Сол Пак Республика Корея  | Диёра Келдиёрова Узбекистан Дарья Бобрикова Россия   |
| до 57 кг               | Кана Томизава Япония         | Гаэтан Дебер Франция         | Наталья Голомидова Россия Чжису Ким Республика Корея |
| до 63 кг               | Нана Кота Япония             | Геке ван ден Берг Нидерланды | Камила Бадурова Россия Басанджаргал Баярбат Монголия |
| до 70 кг               | Сио Тонака Япония            | Мадина Таймазова Россия      | Сара Макелбург Германия Анна Антикало Украина        |
| свыше 70 кг            | Хан Ми Джин Республика Корея | Майя Акиба Япония            | Себиле Акбулут Турция Анна Гущина Россия             |
| абсолютная категория   | Майя Акиба Япония            | Хан Ми Джин Республика Корея | Себиле Акбулут Турция Сибилла Факколли Бразилия      |
| командные соревнования | Япония                       | Россия                       | Республика Корея Германия                            |

## Медальный зачёт в дзюдо
| Место | Страна      | Золото | Серебро | Бронза | Всего |
| ----- | ----------- | ------ | ------- | ------ | ----- |
| 1     | Япония      | 7      | 3       | 1      | 11    |
| 2     | Россия      | 3      | 2       | 5      | 10    |
| 3     | Южная Корея | 1      | 4       | 3      | 8     |
| 4     | Молдавия    | 1      | 0       | 1      | 2     |
| 5     | Австрия     | 1      | 0       | 0      | 1     |
| 6     | Казахстан   | 1      | 0       | 0      | 1     |
| 7     | Франция     | 0      | 2       | 0      | 2     |
| 8     | Грузия      | 0      | 1       | 1      | 2     |
| 9     | Нидерланды  | 0      | 1       | 1      | 2     |
| 10    | Азербайджан | 0      | 1       | 1      | 2     |
| 11    | Узбекистан  | 0      | 0       | 4      | 4     |
| 12    | Бразилия    | 0      | 0       | 3      | 3     |
| 13    | Германия    | 0      | 0       | 2      | 2     |
| 14    | Турция      | 0      | 0       | 2      | 2     |
| 15    | КНДР        | 0      | 0       | 1      | 1     |
| 16    | Венгрия     | 0      | 0       | 1      | 1     |
| 17    | Монголия    | 0      | 0       | 1      | 1     |
| 18    | Украина     | 0      | 0       | 1      | 1     |
| Всего | Всего       | 14     | 14      | 28     | 42    |